# Aspidura copei
Aspidura copei е вид влечуго от семейство Смокообразни (Colubridae).

## Разпространение
Видът е разпространен в Шри Ланка.